# Milija Mrdak
Milija Mrdak (Kraljevo, 26 ottobre 1991) è un pallavolista serbo.
Gioca nel ruolo di schiacciatore e opposto nel Rüsselsheim.

## Carriera
La carriera di Milija Mrdak inizia nella stagione 2008-09 quando viene ingaggiato dall'Odbojkaški Klub Ribnica di Kraljevo, militante nella Superliga serba, a cui resta legato per tre stagioni; in questo periodo fa parte delle nazionali giovanili: con quella under 19 vince la medaglia d'argento al campionato europeo e quella d'oro al campionato mondiale, entrambe nel 2009, con quella under 20 la medaglia di bronzo al campionato europeo 2010 e con quella under 21 la medaglia di bronzo al campionato mondiale 2011.
Nella stagione 2011-12 passa al Odbojkaški klub Vojvodina con cui si aggiudica la Coppa di Serbia; esordisce nella nazionale maggiore nel 2012.
Per il campionato 2012-13 si trasferisce in Italia per giocare con la Pallavolo Atripalda, in Serie A2, vincendo la Coppa Italia di categoria: tuttavia nella stagione successiva è nuovamente in patria ingaggiato dal Odbojkaški klub Partizan, a cui è legato per due campionati.
Ritorna in Italia, sempre in serie cadetta, per l'annata 2015-16 vestendo la maglia del Tuscania Volley. Per il campionato 2016-17 si accasa al club greco del Athlītikos Omilos Foinikas Syrou, in Volley League, mentre nella stagione successiva difende i colori del Benfica, militante nella Primeira Divisão portoghese, con cui si aggiudica la Coppa nazionale.
Nella stagione 2018-19 è impegnato nella 1. Bundesliga tedesca con il Rüsselsheim.

## Palmarès

### Club
- Coppa di Serbia: 1

2011-12
- Coppa di Portogallo: 1

2017-18
- Coppa Italia di Serie A2: 1

2012-13

### Nazionale (competizioni minori)
- Campionato europeo under 19 2009
- Campionato mondiale under 19 2009
- Campionato europeo under 20 2010
- Campionato mondiale under 21 2011